# (8544) Sigenori
(8544) Sigenori est un astéroïde de la ceinture principale.

## Description
(8544) Sigenori est un astéroïde de la ceinture principale. Il fut découvert le 17 décembre 1993 à Ōizumi par Takao Kobayashi. Il présente une orbite caractérisée par un demi-grand axe de 2,31 UA, une excentricité de 0,09 et une inclinaison de 1,0° par rapport à l'écliptique.

## Compléments